# Singoli al numero uno nella Billboard Hot 100 nel 2010

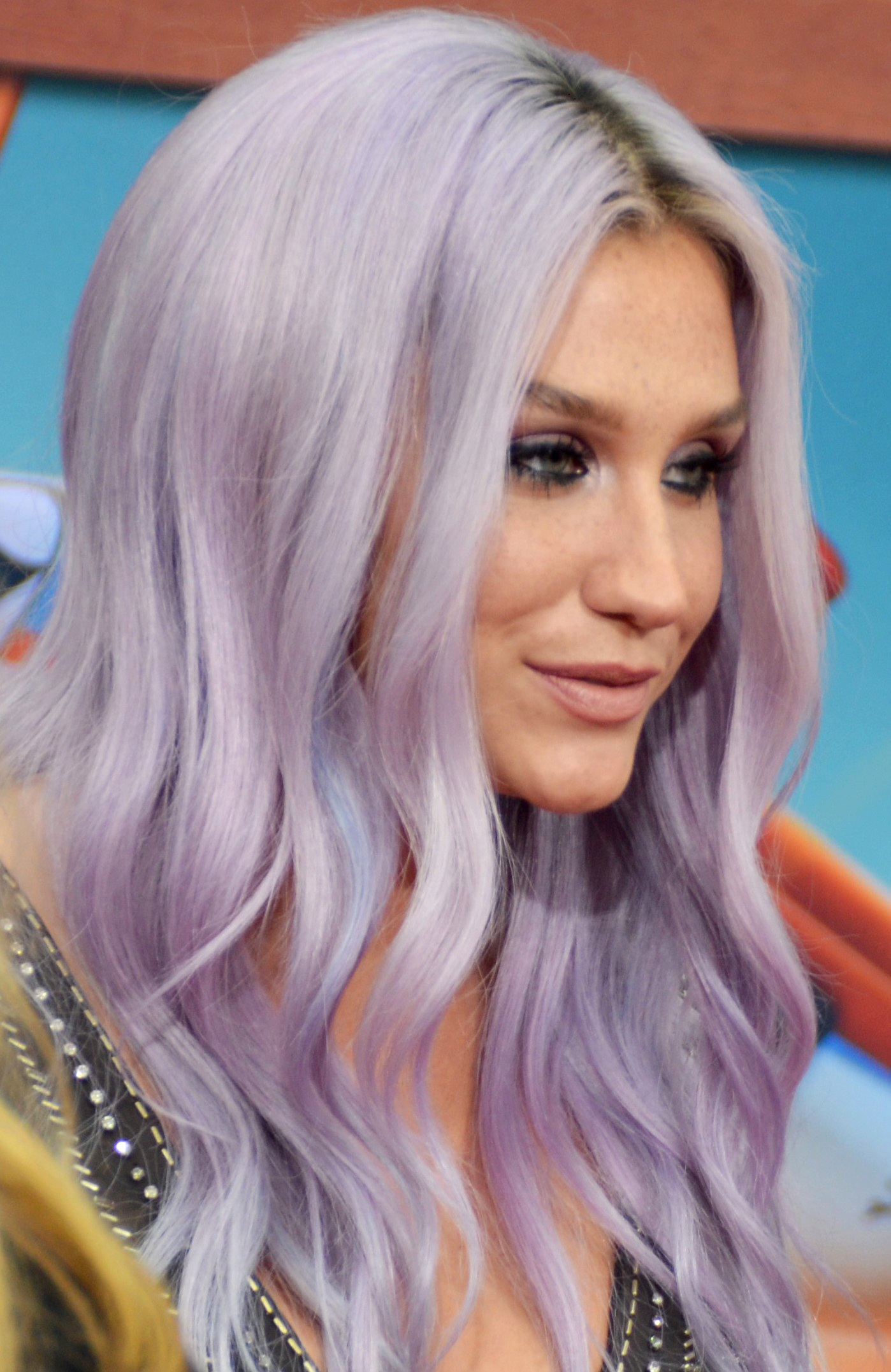
Tik Tok, singolo di debutto di Kesha, è il singolo che è rimasto per più tempo in vetta nel 2010 (9 settimane). Lo stesso anno la cantante ottiene anche la sua seconda numero uno con We R Who We R, che ha debuttato direttamente in prima posizione.

Di seguito è proposta la lista dei singoli al numero uno nella Billboard Hot 100 nel 2010.
La Billboard Hot 100 è una classifica dei singoli più venduti negli Stati Uniti d'America redatta dal magazine Billboard e stilata sulla base dei dati di vendita calcolati non solo sugli album venduti "fisicamente", ma anche sulle vendite digitali e sui passaggi in radio.
Nel 2010 sono state 17 le canzoni a raggiungere la vetta della classifica. Durante l'anno sono stati, invece, nove gli artisti che hanno ottenuto la loro prima numero uno negli Stati Uniti, ovvero Kesha, Taio Cruz, B.o.B, Bruno Mars, will.i.am, i Far East Movement, i The Cataracs, Dev, e Drake.
Rihanna ha ottenuto quattro numero uno durante l'anno, tre come solista e una con la collaborazione con Eminem in Love the Way You Lie, diventando la prima artista donna a ottenere questo risultato nella storia della Hot 100. Inoltre, è diventata la prima artista nella storia della Hot 100 a raggiungere la vetta con il secondo singolo di un album prima del suo primo singolo, quando Only Girl in the World, primo estratto dall'album Loud, ha raggiunto la vetta due settimane dopo What's My Name?, secondo estratto dello stesso album.
Katy Perry, Eminem, Kesha e Bruno Mars hanno ottenuto tutti più di una numero uno durante l'anno, con Katy Perry che ne è riuscite a collezionare tre — un risultato ottenuto 11 anni prima dalla cantante R&B Monica.
Usher è diventato il primo artisti a ottenere una numero uno durante gli anni '90, 2000 e 2010, grazie a OMG che è diventata la sua 11ª numero uno.
Tik Tok, singolo di debutto della cantante americana Kesha, è stato il singolo con la più lunga permanenza in vetta del 2010, con 9 settimane consecutive. Tale risultato rappresenta la più lunga permanenza alla prima posizione per un singolo di debutto di un'artista donna sin da You Light Up My Life della cantante Debby Boone, che rimase in vetta per 10 settimane consecutive nel 1977.
Durante il 2010 due singoli hanno debuttato direttamente in vetta alla classifica, ovvero Not Afraid del rapper Eminem e Whe R Who We R di Kesha, diventando la 16ª e la 17ª canzone nella storia della Hot 100 a riuscirsi.

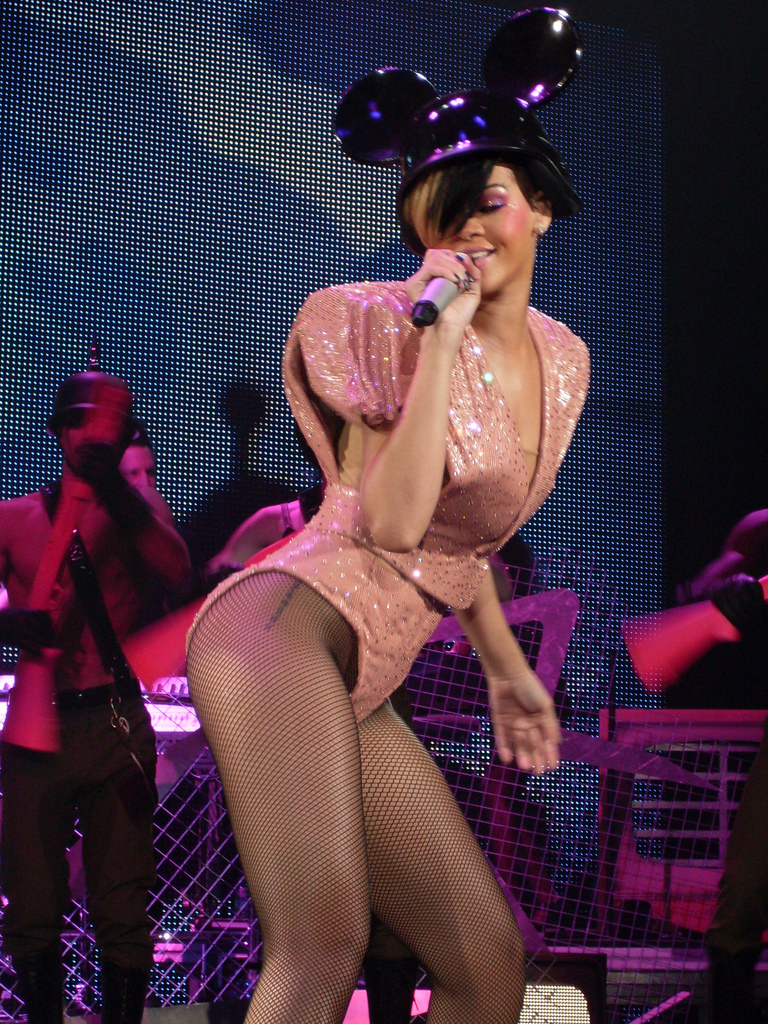
Rihanna è diventata la prima artista donna a ottenere quattro numero uno in un anno solare. Inoltre, è diventata la prima artista a raggiungere la numero uno con il secondo singolo di un album prima del suo primo singolo, riuscendoci quando Only Girl (In the World) ha raggiunto la vetta due settimane dopo What's My Name?

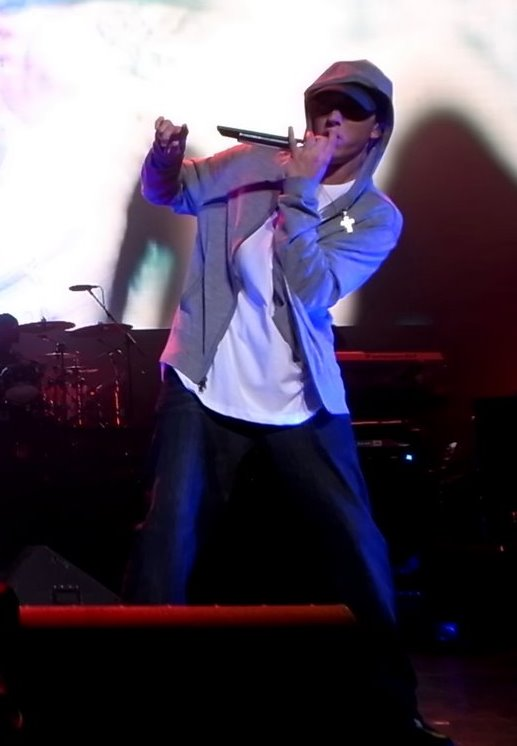
Not Afraid di Eminem è diventata la prima canzone hip hop, sin da I'll Be Missing You (1997) di P.Diddy, a debuttare in vetta alla Hot 100, la sedicesima canzone a riuscirci. Lo stesso anno Eminem ottiene anche un'altra numero uno con Love the Way You Lie.

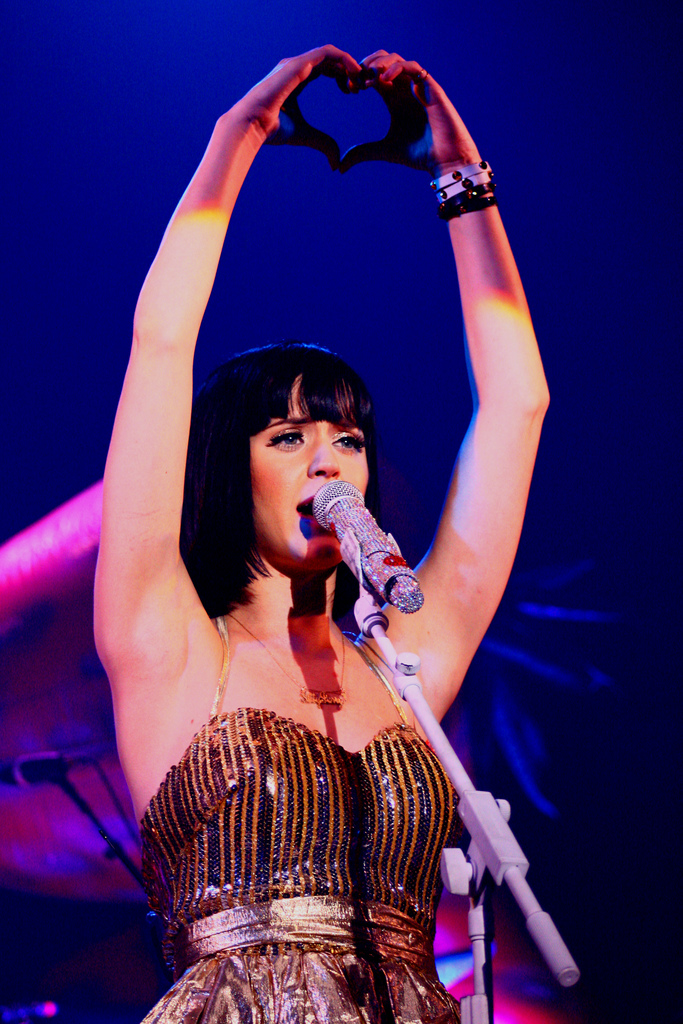
Katy Perry è diventata la prima artista donna in 11 anni a ottenere tre numero uno dallo stesso album. In seguito, dallo stesso album, otterrà cinque numero uno consecutive e una sesta non consecutiva.

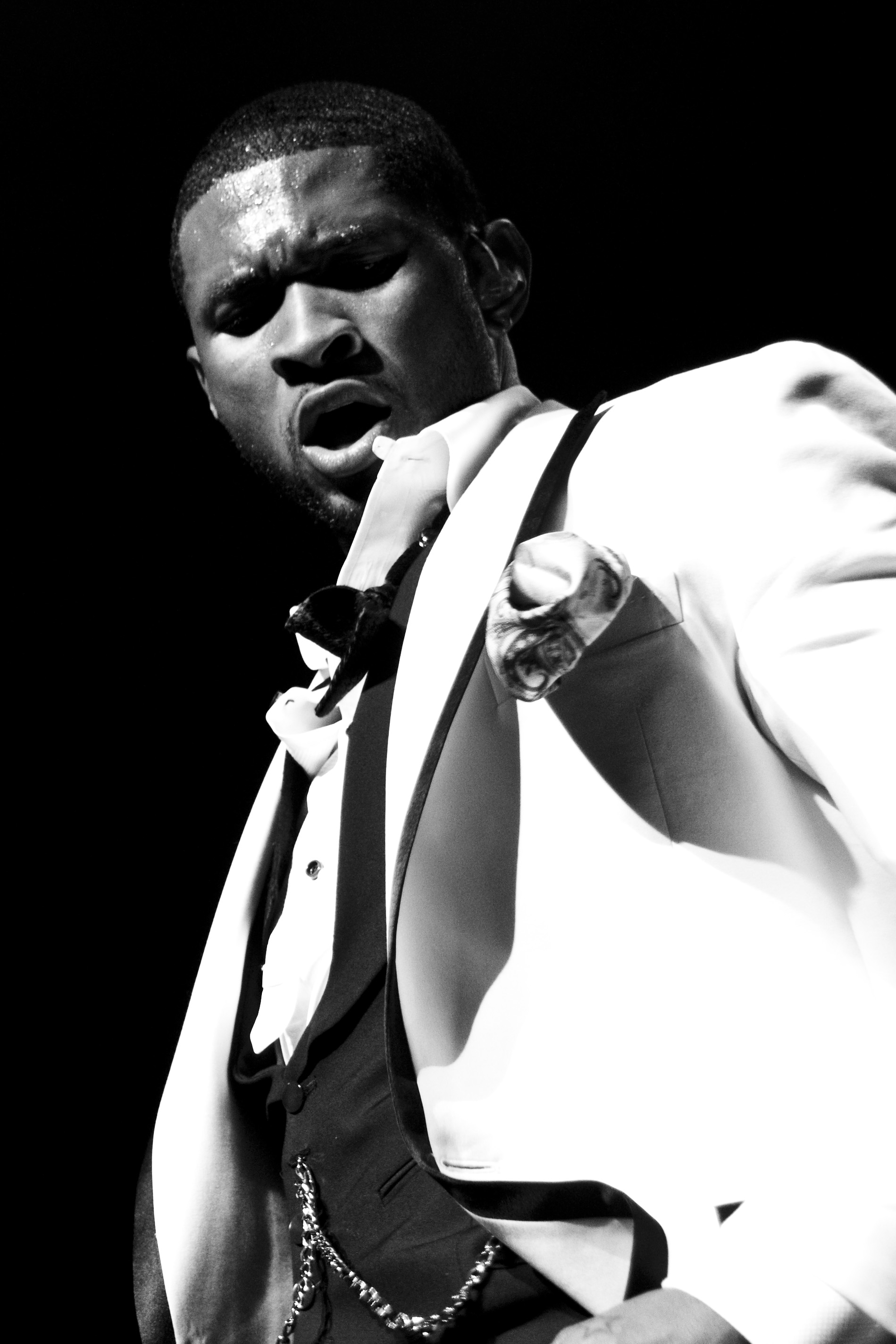
Grazie a OMG, Usher è diventato il primo artista a avere una numero uno negli anni '90, 2000 e 2010.

## Hot 100
| † | Indica la canzone con le migliori prestazioni del 2010 |

| Data         | Brano                    | Artista                     | Totale settimane alla numero uno | Fonti  |
| ------------ | ------------------------ | --------------------------- | -------------------------------- | ------ |
| 2 gennaio    | Tik Tok †                | Kesha                       | 9                                | [ 13 ] |
| 9 gennaio    | Tik Tok †                | Kesha                       | 9                                | [ 14 ] |
| 16 gennaio   | Tik Tok †                | Kesha                       | 9                                | [ 15 ] |
| 23 gennaio   | Tik Tok †                | Kesha                       | 9                                | [ 16 ] |
| 30 gennaio   | Tik Tok †                | Kesha                       | 9                                | [ 17 ] |
| 6 febbraio   | Tik Tok †                | Kesha                       | 9                                | [ 18 ] |
| 13 febbraio  | Tik Tok †                | Kesha                       | 9                                | [ 19 ] |
| 20 febbraio  | Tik Tok †                | Kesha                       | 9                                | [ 20 ] |
| 27 febbraio  | Tik Tok †                | Kesha                       | 9                                | [ 21 ] |
| 6 marzo      | Imma Be                  | Black Eyed Peas             | 2                                | [ 22 ] |
| 13 marzo     | Imma Be                  | Black Eyed Peas             | 2                                | [ 23 ] |
| 20 marzo     | Break Your Heart         | Taio Cruz feat. Ludacris    | 1                                | [ 24 ] |
| 27 marzo     | Rude Boy                 | Rihanna                     | 5                                | [ 25 ] |
| 3 aprile     | Rude Boy                 | Rihanna                     | 5                                | [ 26 ] |
| 10 aprile    | Rude Boy                 | Rihanna                     | 5                                | [ 27 ] |
| 17 aprile    | Rude Boy                 | Rihanna                     | 5                                | [ 28 ] |
| 24 aprile    | Rude Boy                 | Rihanna                     | 5                                | [ 29 ] |
| 1º maggio    | Nothin' on You           | B.o.B. feat. Bruno Mars     | 2                                | [ 30 ] |
| 8 maggio     | Nothin' on You           | B.o.B. feat. Bruno Mars     | 2                                | [ 31 ] |
| 15 maggio    | OMG                      | Usher feat. will.i.am       | 4                                | [ 32 ] |
| 22 maggio    | Not Afraid               | Eminem                      | 1                                | [ 33 ] |
| 29 maggio    | OMG                      | Usher feat. will.i.am       | 4                                | [ 34 ] |
| 5 giugno     | OMG                      | Usher feat. will.i.am       | 4                                | [ 35 ] |
| 12 giugno    | OMG                      | Usher feat. will.i.am       | 4                                | [ 36 ] |
| 19 giugno    | California Gurls         | Katy Perry feat. Snoop Dogg | 6                                | [ 37 ] |
| 26 giugno    | California Gurls         | Katy Perry feat. Snoop Dogg | 6                                | [ 38 ] |
| 3 luglio     | California Gurls         | Katy Perry feat. Snoop Dogg | 6                                | [ 39 ] |
| 10 luglio    | California Gurls         | Katy Perry feat. Snoop Dogg | 6                                | [ 40 ] |
| 17 luglio    | California Gurls         | Katy Perry feat. Snoop Dogg | 6                                | [ 41 ] |
| 24 luglio    | California Gurls         | Katy Perry feat. Snoop Dogg | 6                                | [ 42 ] |
| 31 luglio    | Love the Way You Lie     | Eminem feat. Rihanna        | 7                                | [ 43 ] |
| 7 agosto     | Love the Way You Lie     | Eminem feat. Rihanna        | 7                                | [ 44 ] |
| 14 agosto    | Love the Way You Lie     | Eminem feat. Rihanna        | 7                                | [ 45 ] |
| 21 agosto    | Love the Way You Lie     | Eminem feat. Rihanna        | 7                                | [ 46 ] |
| 28 agosto    | Love the Way You Lie     | Eminem feat. Rihanna        | 7                                | [ 47 ] |
| 4 settembre  | Love the Way You Lie     | Eminem feat. Rihanna        | 7                                | [ 48 ] |
| 11 settembre | Love the Way You Lie     | Eminem feat. Rihanna        | 7                                | [ 49 ] |
| 18 settembre | Teenage Dream            | Katy Perry                  | 2                                | [ 50 ] |
| 25 settembre | Teenage Dream            | Katy Perry                  | 2                                | [ 51 ] |
| 2 ottobre    | Just the Way You Are     | Bruno Mars                  | 4                                | [ 52 ] |
| 9 ottobre    | Just the Way You Are     | Bruno Mars                  | 4                                | [ 53 ] |
| 16 ottobre   | Just the Way You Are     | Bruno Mars                  | 4                                | [ 54 ] |
| 23 ottobre   | Just the Way You Are     | Bruno Mars                  | 4                                | [ 55 ] |
| 30 ottobre   | Like a G6                | Far East Movement           | 3                                | [ 56 ] |
| 6 novembre   | Like a G6                | Far East Movement           | 3                                | [ 57 ] |
| 13 novembre  | We R Who We R            | Kesha                       | 1                                | [ 58 ] |
| 20 novembre  | What's My Name?          | Rihanna                     | 1                                | [ 59 ] |
| 27 novembre  | Like a G6                | Far East Movement           | 3                                | [ 60 ] |
| 4 dicembre   | Only Girl (in the World) | Rihanna                     | 1                                | [ 61 ] |
| 12 dicembre  | Raise Your Glass         | Pink                        | 1                                | [ 62 ] |
| 18 dicembre  | Firework                 | Katy Perry                  | 4                                | [ 63 ] |
| 25 dicembre  | Firework                 | Katy Perry                  | 4                                | [ 64 ] |

Note:
1. ↑  Ha raggiunto il numero uno anche nel 2011

## Riferimenti
- Billboard
- Billboard Hot 100